# Sloanea haplopoda
Espèce
Sloanea haplopoda est une espèce d'arbres endémiques de la Nouvelle-Calédonie.

## Synonymes
Antholoma haplopoda Guillaumin, 1920 (basionyme)

## Description
Arbre atteignant 10 mètres de haut.

## Habitat
Sous-bois ou lisière de la forêt dense à Kouaoua et dans l'extrême sud.